# Hildur Antonsdóttir
Hildur Antonsdóttir (Reykjavík, 18 september 1995) is een voetbalspeelster uit IJsland. Ze speelde van 2022 tot 2024 als middenvelder voor Fortuna Sittard. Sinds 2024 komt Antonsdóttir uit voor het Spaanse Madrid CFF.

## Clubcarrière
Antonsdóttir begon haar carrière voor Valur Reykjavík. In het midden van het 2016 seizoen maakte ze de overstap naar Breiðablik Kópavogur. In mei 2018 werd Antonsdóttir verhuurd aan HK/Vikingur maar twee maanden later keerde ze alweer terug bij Breiðablik Kópavogur.
In juni 2020 liep Antonsdóttir een kruisbandblessure op waardoor ze dat seizoen geen wedstrijd meer zou spelen.
Op 21 juni 2022 tekende Antonsdóttir een contract bij Fortuna Sittard dat in het seizoen 2022/23 debuteerde in de Vrouwen Eredivisie. Op 16 september 2022 maakte Antonsdóttir  haar debuut voor Fortuna Sittard in de Vrouwen Eredivisie in een uitwedstrijd bij Ajax. Haar eerste doelpunt voor Fortuna Sittard maakte Antonsdóttir op 2 december 2022 in een thuiswedstrijd tegen Telstar.
Antonsdóttir verliet na het seizoen 2023/24 Sittard voor een overstap naar het Spaanse Madrid CFF waarmee ze zal uitkomen in de Primera Division Femenina.

## Statistieken
| Seizoen   | Club                 | Land      | Competitie       | Wedstrijden | Doelpunten |
| --------- | -------------------- | --------- | ---------------- | ----------- | ---------- |
| 2011-2016 | Valur Reykjavík      | IJsland   | Urvalsdeild      | 80          | 12         |
| 2016-2022 | Breiðablik Kópavogur | IJsland   | Urvalsdeild      | 57          | 9          |
| 2018      | HK/Vikingur          | IJsland   | Urvalsdeild      | 4           | 5          |
| 2022-2024 | Fortuna Sittard      | Nederland | Eredivisie       | 48          | 5          |
| 2024-     | Madrid CFF           | Spanje    | Primera Division | 0           | 0          |
| Totaal    | Totaal               | Totaal    | Totaal           | 196         | 37         |

Laatste update: 27 augustus 2024

## Interlandcarrière
Hildur Antonsdóttir heeft vele jeugdelftallen van IJsland doorlopen voordat ze onderdeel werd van het IJslandse seniorenteam. In 2020 werd Antonsdóttir voor het eerst opgeroepen voor de selectie van het IJslandse seniorenteam door een blessure van Alexandra Jóhannsdóttir.
In maart 2020 maakte Antonsdóttir haar debuut voor IJsland in een wedstrijd om de Pinatar Cup tegen Noord-Ierland.
In het seizoen 2023/24 maakt Antonsdóttir onderdeel uit van de selectie van IJsland dat deelneemt aan de Nations League. In een uitwedstrijd tegen Wales maakt Antonsdóttir haar eerste interlanddoelpunt.